# Марек Козьмінський
Марек Ян Козьмінський (пол. Marek Jan Koźmiński, нар. 7 лютого 1971, Краків) — колишній польський футболіст, що грав на позиції захисника.
Насамперед відомий виступами за італійські клуби «Удінезе» та «Брешія», в яких провів більшу частину кар'єри, а також національну збірну Польщі.

## Клубна кар'єра
У дорослому футболі дебютував 1989 року виступами за «Гутник» (Краків), в якому провів три сезони, взявши участь у 95 матчах чемпіонату.
Своєю грою за цю команду привернув увагу представників тренерського штабу італійського «Удінезе», до складу якого приєднався влітку 1992 року. Відіграв за команду з Удіне наступні п'ять сезонів своєї ігрової кар'єри.
Влітку 1997 року уклав контракт з італійською «Брешією», у складі якої провів наступні п'ять років своєї кар'єри гравця. Більшість часу, проведеного у складі «Брешії», був основним гравцем захисту команди.
Згодом виступав за італійську «Анкону» та грецький ПАОК, проте надовго в клубах не затримувався.
Завершив професійну ігрову кар'єру у «Гурнику» (Забже), за який недовго виступав протягом 2003 року.

## Виступи за збірну
1992 року дебютував в офіційних матчах у складі національної збірної Польщі. 
1992 року разом з олімпійською польською командою виграв срібну медаль на футбольному турнірі Олімпійських ігор в Барселоні.
У складі національної збірної був учасником чемпіонату світу 2002 року в Японії і Південній Кореї, зігравши в усіх трьох матчах збірної на турнірі.
Протягом кар'єри у національній команді, яка тривала 14 років, провів у формі головної команди країни 45 матчів, забивши 1 гол.

## Досягнення
- Відкриття року в Польщі за версією видання «Piłka Nożna»: 1992
- Володар Кубка Греції: 2001
- Срібний олімпійський призер: 1992